# Arberger Mühle

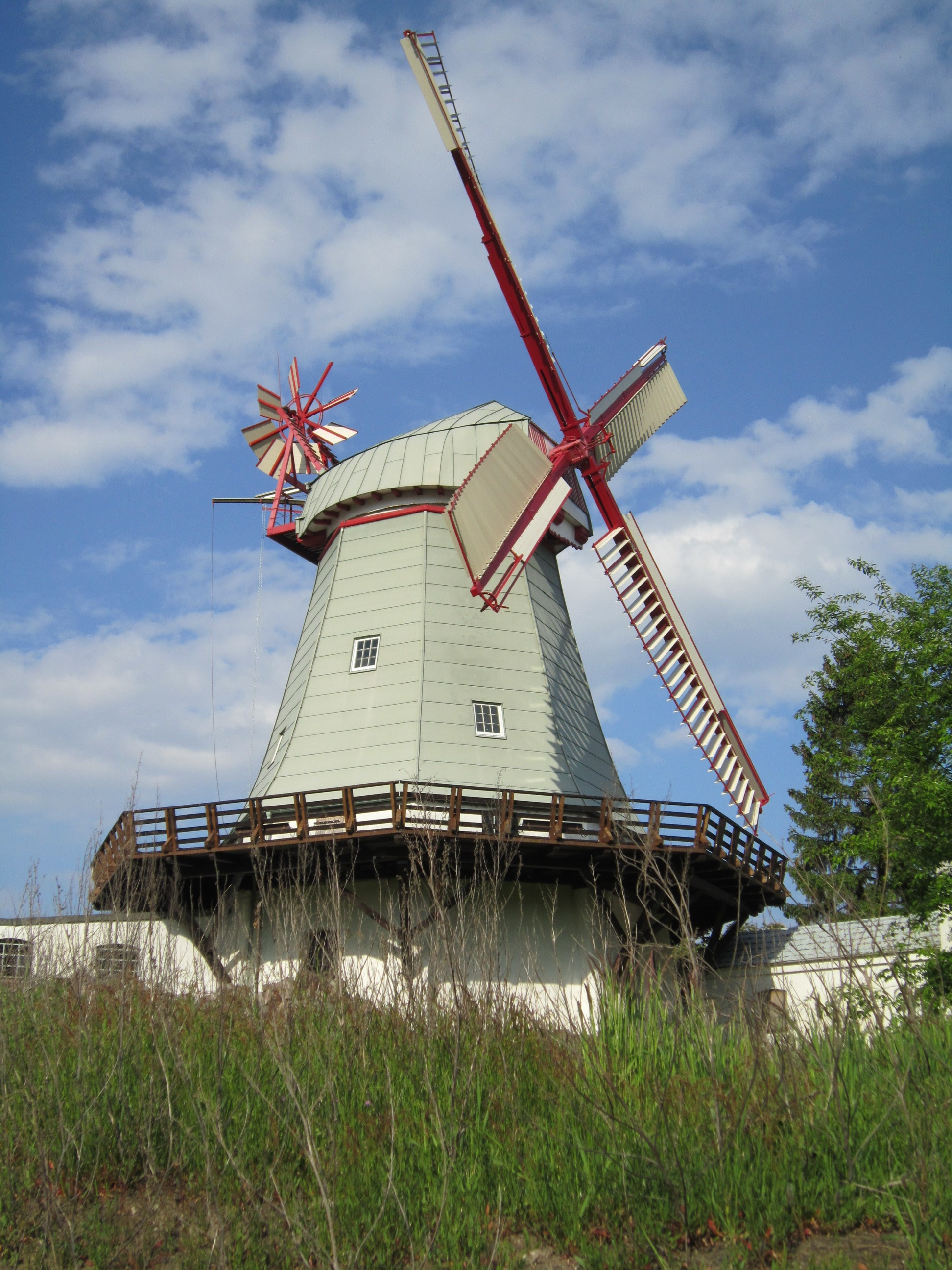
Arberger Mühle

Die Arberger Mühle in Bremen-Hemelingen, Ortsteil Arbergen, Arberger Heerstraße 90, wurde am 29. März 1803 in Betrieb genommen.
Das Gebäude steht seit 1973 unter Bremer Denkmalschutz.

## Geschichte
Am Standort stand seit 1582 eine Bockwindmühle, deren Balken zum Teil für die neue Mühle verwendet wurden.

Die Galerieholländer wurde 1803 von dem Müller Friedrich Bruns erbaut. Sie ist gut erhalten. Seit 1905 besitzt sie einen Motor, der das Mahlwerk antreiben kann. Seit 1968 wird hier kein Getreide mehr gemahlen.

Sie ist die älteste erhaltene Windmühle in  Bremen.  Der Eigentümer wurde 2011 mit dem Bundespreis für Handwerk in der Denkmalpflege (1. Preis) ausgezeichnet, weil er die Mühle mit vorbildlichem Engagement instand gesetzt hat.